# Huntington Bank Field
El FirstEnergy Stadium es un estadio de fútbol americano en la ciudad de Cleveland (Ohio), Estados Unidos, ubicado cerca del Rock and Roll Hall of Fame. Es la sede de los partidos como local del equipo Cleveland Browns de la NFL. Ocupa un espacio de aproximadamente 31 acres (13 ha) a orillas del lago Erie y tiene una capacidad para 67 895 personas. El uso normal que se le da al estadio Cleveland Browns Stadium es únicamente para fútbol americano; sin embargo, el estadio fue construido con una superficie de juego lo suficientemente grande como para permitirle albergar partidos internacionales de fútbol.
El FirstEnergy Stadium está asentado donde alguna vez estuvo el legendario estadio Cleveland Municipal Stadium, que albergó a los Browns antes de que el dueño Art Modell decidiera mudar al equipo a la ciudad de Baltimore para convertirse en los Baltimore Ravens. Como parte del trato que trajo de vuelta al "nuevo" equipo de los Browns a Cleveland, la ciudad de Cleveland derribó el Cleveland Stadium después de la temporada de 1996 para construir las nuevas instalaciones. Los escombros del viejo estadio fueron sumergidos en el lago Erie y ahora sirve como un arrecife artificial.
El estadio también alberga partidos de fútbol americano universitario. El partido Ohio Classic fue celebrado ahí en 2004 y 2005. En septiembre de 2006 fue sede del partido Bowling Green Falcons-Wisconsin Badgers. En 2007 fue sede del primer Patriot Bowl, un partido de inicio de temporada entre Army y los Akron Zips. Boston College venció a Kent State en el segundo Patriot Bowl el 30 de agosto de 2008. En 2009 será sede del partido Ohio State-Toledo Rockets.

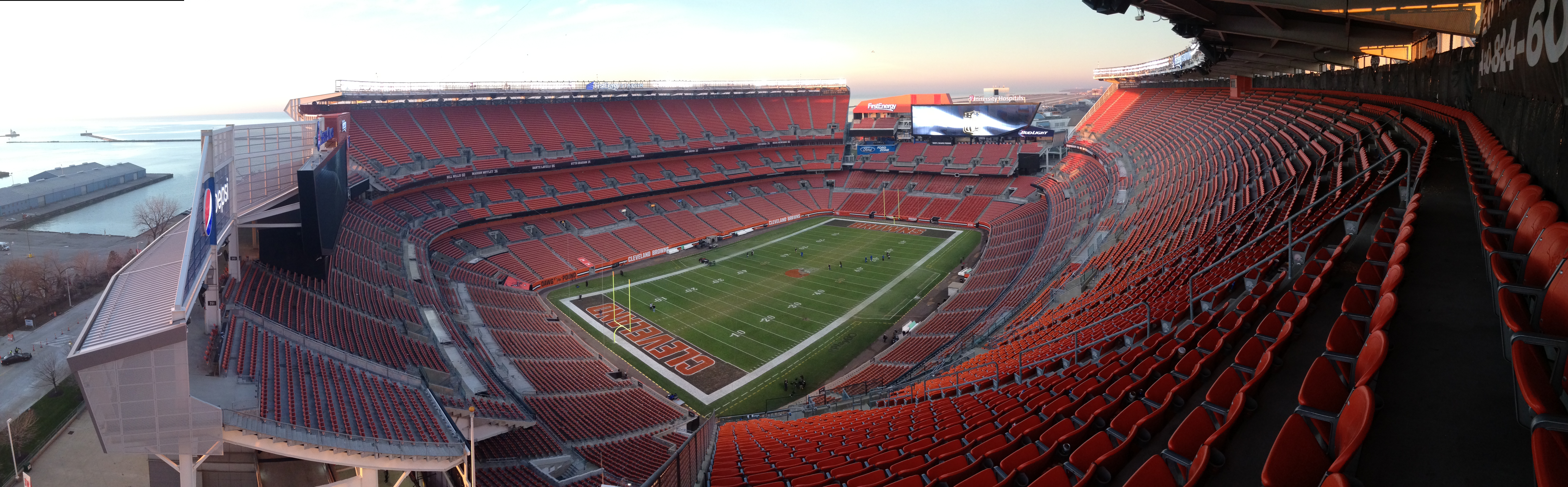
Panorámica del estadio.